# Napoleonovo tažení do Egypta a Sýrie
Napoleonovo tažení do Egypta a posléze Sýrie v letech 1798 až 1801 byla vojenská akce během francouzských revolučních válek, jež skončila porážkou Francie.

## Pozadí akce
Anglie byla považována za úhlavního soupeře Francie, za zárodek protifrancouzských koalic. Proto byl generál Bonaparte jmenován v roce 1798 velitelem francouzské armády. Když Bonaparte zjistil, že bude těžké provést vylodění přímo v Británii, rozhodl se naplánovat invazi do Egypta. Francouzi měli v Egyptě dlouhodobě silné obchodní zastoupení už před invazí a lákala je geografická blízkost této země. Francouzská vláda doufala, že získání Egypta bude prvním krokem k založení velkého francouzského impéria, které ovládne rozsáhlá území v Africe a Asii a stane se silnou konkurencí Velké Británie. Egypt měl být pro Francii vstupní branou nejen k Africe, ale i k Indii, a stát se základnou budoucích útoků na toto Brity obsazené území. Obsazení Egypta by rovněž zpřetrhalo anglo-indickou obchodní trasu a oslabilo tak další britské imperiální ambice. V době Napoleonova tažení se Egypt nacházel pod tureckou sférou vlivu a již několik století ho pevnou rukou ovládali mamlúkové. Vzhledem k technické zaostalosti mamlúckých vojsk byl Egypt považován za snadnou kořist. S Tureckem udržovala Francie až do invaze spojenectví, ale Osmanskou říši považovala za vojensky slabou a v rozkladu, takže s tureckým protestem proti okupaci si ve Francii nikdo těžkou hlavu nedělal. Napoleon zpočátku vůbec nepočítal s tím, že by se Turci pokusili své vzdálené území bránit.

## Průběh

### Obsazení Malty
Napoleonova armáda vyplula 19. května 1798. Nejprve došlo k obsazení Malty. Tento ostrov si Napoleon zvolil za opěrný bod při svém tažení na Egypt. Maltézští rytíři, kteří ostrov ovládali, před francouzskou vojenskou převahou kapitulovali. Jejich kapitulaci převzal za francouzskou stranu geolog Déodot de Gradet de Dolomieu; učinil tak s velkými rozpaky, jelikož byl sám členem řádu maltézských rytířů. Francouzi okamžitě propustili otroky a vězně řádu maltézských rytířů a zmocnili se řádového pokladu. Teprve na Maltě se také všichni účastníci výpravy dozvěděli pravý cíl cesty, který byl dosud utajen – dobytí Egypta. Flotila se vydala na další cestu a 1. července 1798 spatřili členové francouzské vojenské expedice poprvé pobřeží Egypta. Vylodili se v Alexandrii, ale byli hluboce zklamáni zchátralostí tohoto města. Arabové nejevili o okupační vojsko sebemenší zájem a naprosto si ho nevšímali, což Francouze překvapilo ještě víc. Francouzi zbudovali na pláži před Alexandrií provizorní ubytování a hlavní stan zřídili ve středověké pevnosti, vybudované na místě starého alexandrijského majáku.

### První válečné úspěchy

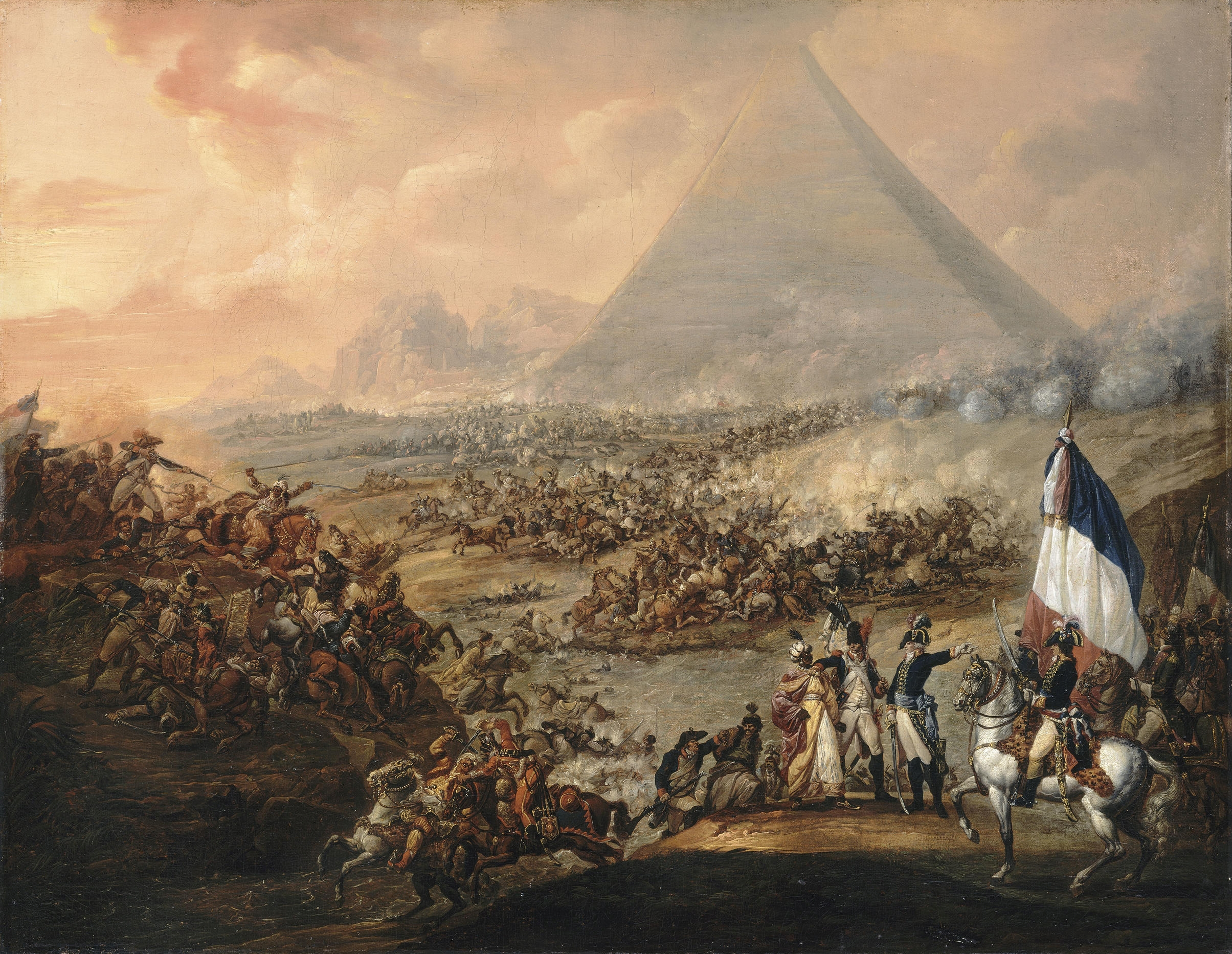
Bitva u Pyramid, Francois-Louis-Joseph Watteau, 1798-1799

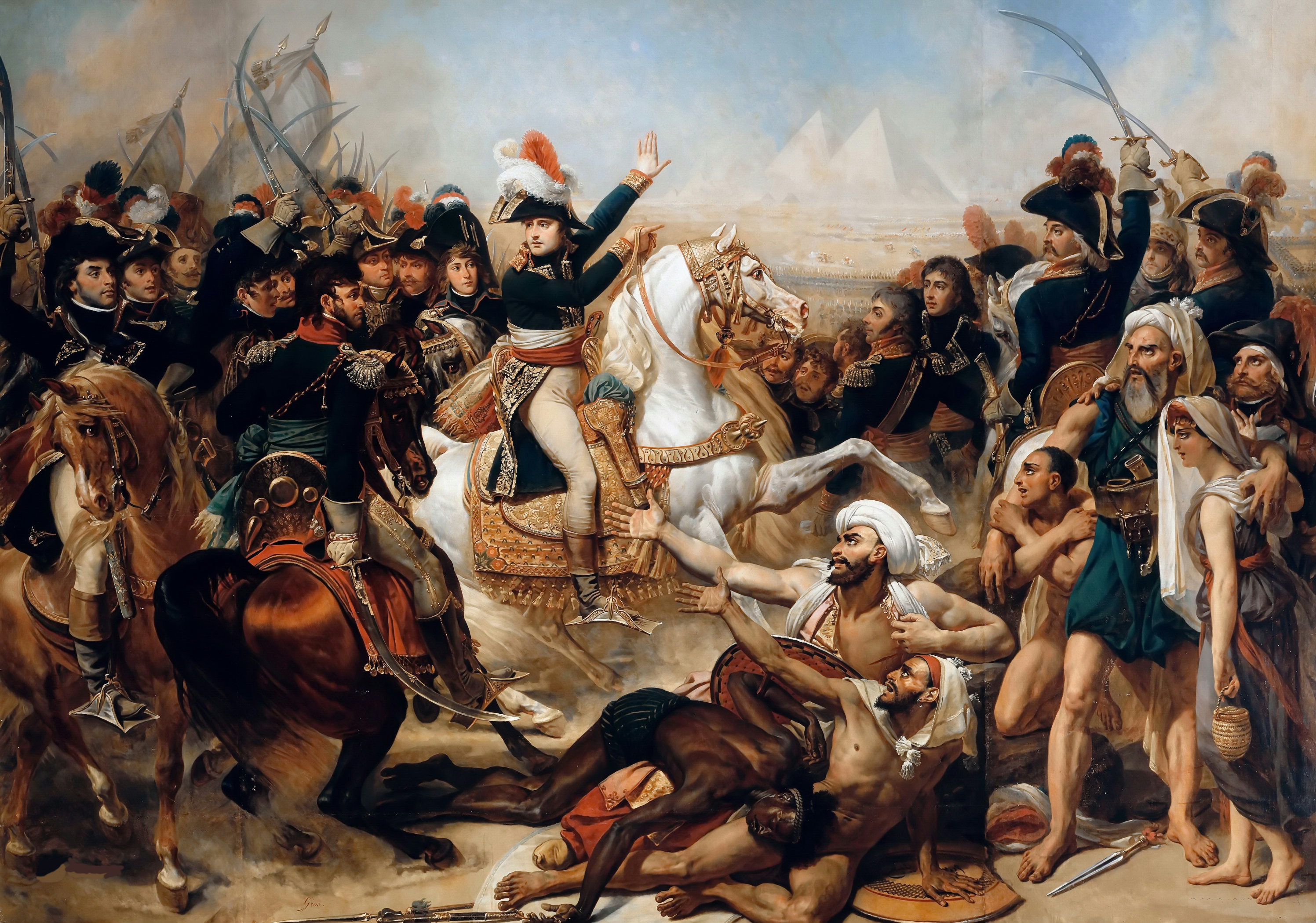
Bitva u Pyramid, Antoine-Jean Gros

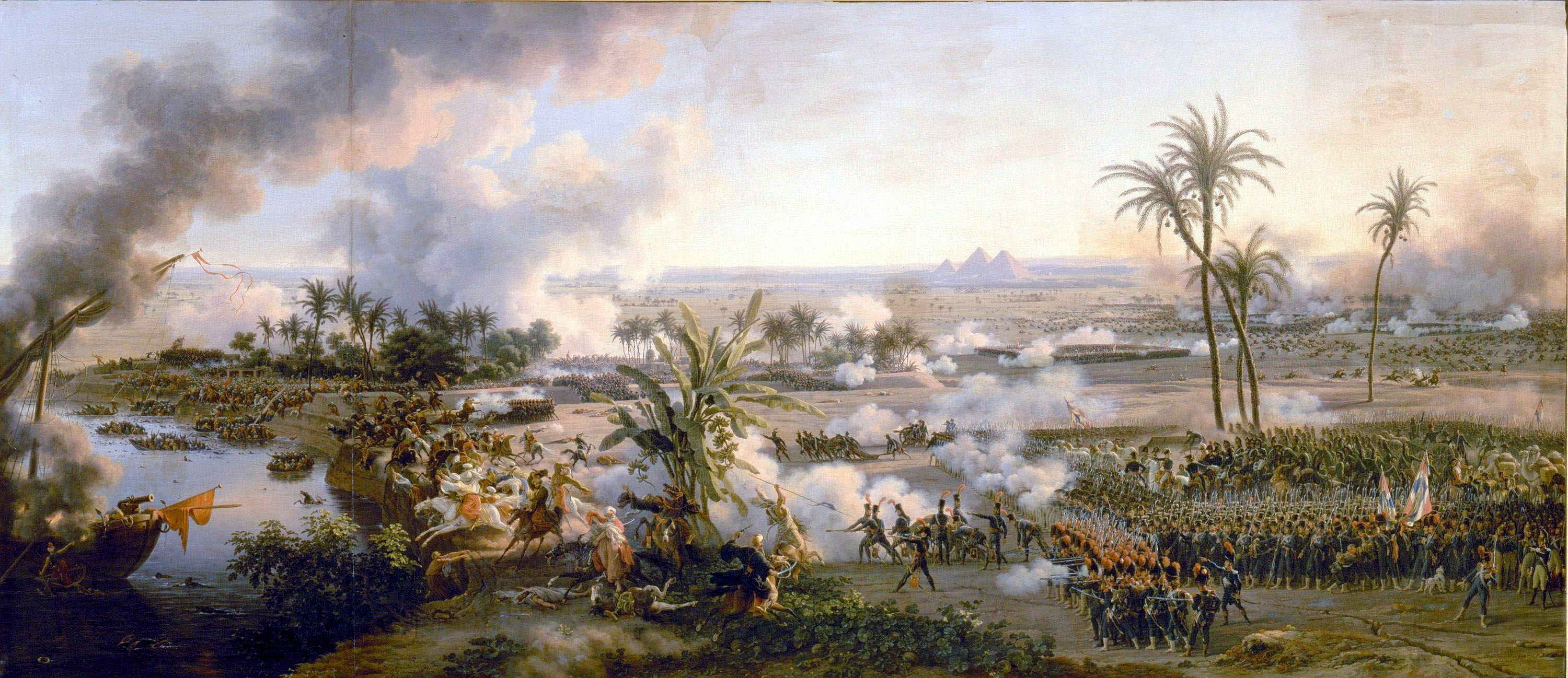
Bitva u Pyramid, Louis-François Baron Lejeune

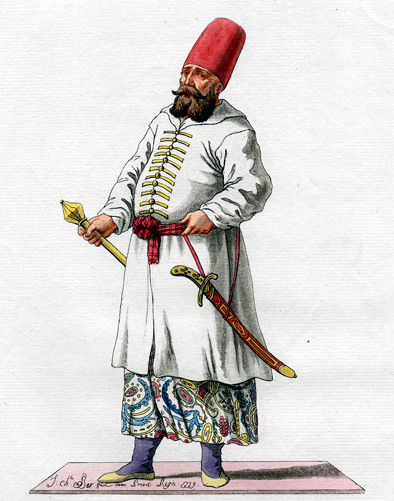
Mamlúcký bojovník

8. července 1798 se generál Napoleon Bonaparte vydal v čele třicetitisícové armády z Alexandrie do rozpálené pouště. Během následného pětidenního pochodu zemřely stovky vojáků vyčerpáním a žízní. Často docházelo také k sebevraždám. Na vodu narazila armáda až ve vsi Rahmaniehu západně od Káhiry, kde se vyčerpaní vojáci vrhli v oblečení rovnou do vody. Mnozí z nich se pod tíhou zbraní a oblečení utopili, někteří byli napadeni krokodýly a všichni se nahltali vody plné pijavic. Následně přišla první velká epidemie průjmového onemocnění. Po všech těchto útrapách se přímo před zdecimovaným vojskem objevilo 20 000 nepřátelských mamlúků. Došlo k bitvě pod pyramidami, kterou Francouzi s převahou vyhráli. Drtivé vítězství nad mamlúky zvýšilo Napoleonovu sebedůvěru a bojovou odhodlanost vojska. Po dvou dnech kapitulovala i Káhira. 1. srpna bylo francouzské loďstvo admirálem Nelsonem poraženo v námořní bitvě u Abukiru. Během jediné noci byla francouzská flotila zničena a celou katastrofu završil výbuch arzenálu na admirálské lodi l'Orient. Francouzi, vysazení na pevnině, zůstali od této chvíle odříznuti od světa a ztratili spojení s Francií. Na mořském dně se navíc ocitla většina zbraní, potravin, oděvů, bot, knih a vědeckých přístrojů. Armáda přišla o většinu své výzbroje a vědci ztratili knihovnu, která byla na l'Orientu, přístroje, léky, chirurgické nástroje, brýle, tužky.

### Káhirské povstání (1798)

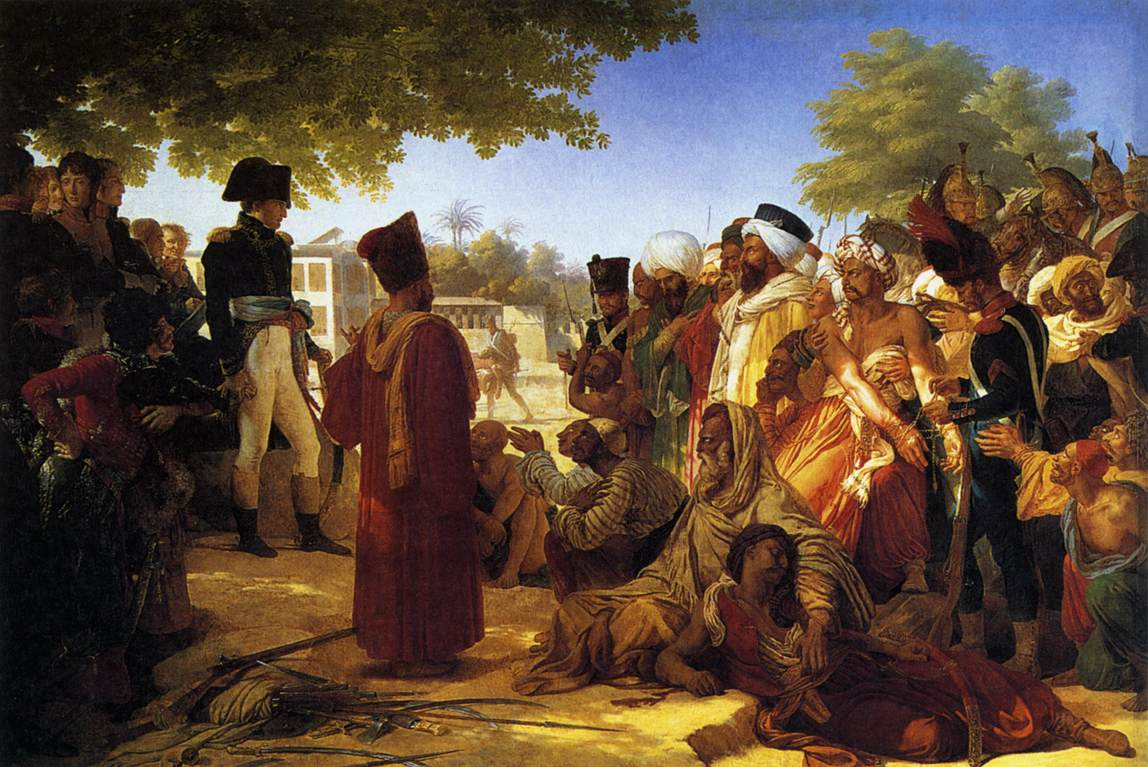
Napoleon odpouští káhirským rebelům, autor Pierre-Narcis Guérin

Napoleon Bonaparte se pokoušel zreformovat feudální politický systém v Egyptě a zavést demokratické zřízení, což se mu nepodařilo. Vznikl pouze generální díván, sestávající ze zástupců všech regionů, který nakonec nevládl, ale fungoval jen jako komunikační prostředek mezi okupanty a obyvateli Egypta. Napoleon se rovněž snažil naklonit si lstí také náboženské vůdce a tvrdil jim, že on a jeho vojáci se chtějí stát muslimy. Tento plán nakonec ztroskotal, když islámští teologové požadovali po Francouzích jako důkaz obřízku a abstinenci od alkoholu. Obě kultury – francouzská a muslimská – zažívaly v Egyptě celou řadu ostrých střetů. Nejčastějším zdrojem těchto sporů byl rozdílný přístup k alkoholu, rozdílný postoj k ženám a nepokrytě projevovaná neúcta Francouzů k celé řadě muslimských zvyků a památek. Poslední iluze o mírovém soužití Francouzů a Egypťanů se rozplynula 21. října 1798, kdy vypuklo v Káhiře povstání, vyvolané francouzským požadavkem na zvýšení daní. Povstání bylo potlačeno, ale zemřelo při něm 200 Francouzů a 2000 Egypťanů. Povstání rozdrtil generál Thomas-Alexandre Dumas (otec spisovatele Alexandra Dumase). Po potlačení povstání nechal Napoleon Bonaparte několik desítek povstalců popravit a francouzští vojáci vydrancovali mešitu Al Azhar.

### Tažení do Svaté země
V únoru 1799 se Napoleon Bonaparte vydal v čele 13 000 vojáků z Egypta do oblasti známé jako Svatá země (současná Sýrie, Izrael a Libanon). V té době uzavřeli Britové s Turky příměří. Britové hlídali pobřeží a pozemní operace nechali na armádě Osmanské říše. Napoleon se s tureckou armádou střetl u města Al Ariš, kde zvítězil, ale jeho vojáci následně napochodovali do tureckého tábora plného morem nakažených nepřátel. Následně francouzské vojsko dobylo Jaffu, kde se rozzuření vojáci dopustili krvavého násilí na místním civilním obyvatelstvu. Děsivé vraždění a znásilňování popisuje ve svých memoárech L'Agenda de Malus přímý účastník Louis Malus. V Jaffě se Francouzům vzdaly čtyři tisíce Turků, které nechal Napoleon okamžitě povraždit, jelikož neměl pro zajatce dost jídla a stráží, které by je hlídaly. Aby se ušetřilo střelivo, přikázal Napoleon bezbranné turecké zajatce pozabíjet bajonety. Po tomto masakru táhla armáda k pevnosti Akko (Acre). Během obléhání Akka se v řadách francouzského vojska rozšířil mor a 700 vojáků na něj zemřelo. Po neúspěšném šestitýdenním obléhání Francouzi Akko opustili a značně demoralizováni se pustili do drancování vesnic v okolí. Během následného ústupu zpět do Egypta údajně Napoleon vydal příkaz podat svým nemocným a raněným vojákům jed a provést tak eutanazii, aby nepadli do rukou nepřátelských Turků. Sám Napoleon později rozkaz k zabíjení vlastních vojáků popíral a tvrdil, že se jednalo o nedorozumění. Farmaceut francouzské expedice Claude Royer a lékař René Desgenettes však tvrdili, že k vraždění s Napoleonovým souhlasem skutečně došlo. Tuto událost propagandisticky využili Britové, kteří po ústupu Napoleona obsadili Jaffu a údajně tu nalezli 500 otrávených francouzských vojáků. Zpráva, kterou poté Britové předali tisku v celé Evropě, trvale poškodila Napoleonovu pověst.

### Napoleonův odjezd z Egypta

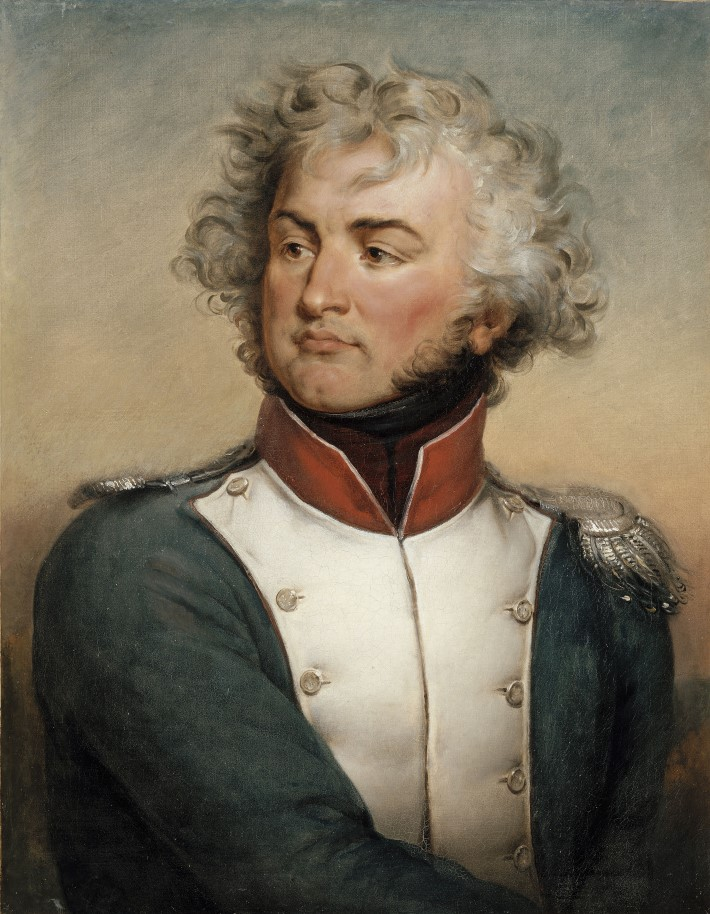
Generál Jean-Baptiste Kléber

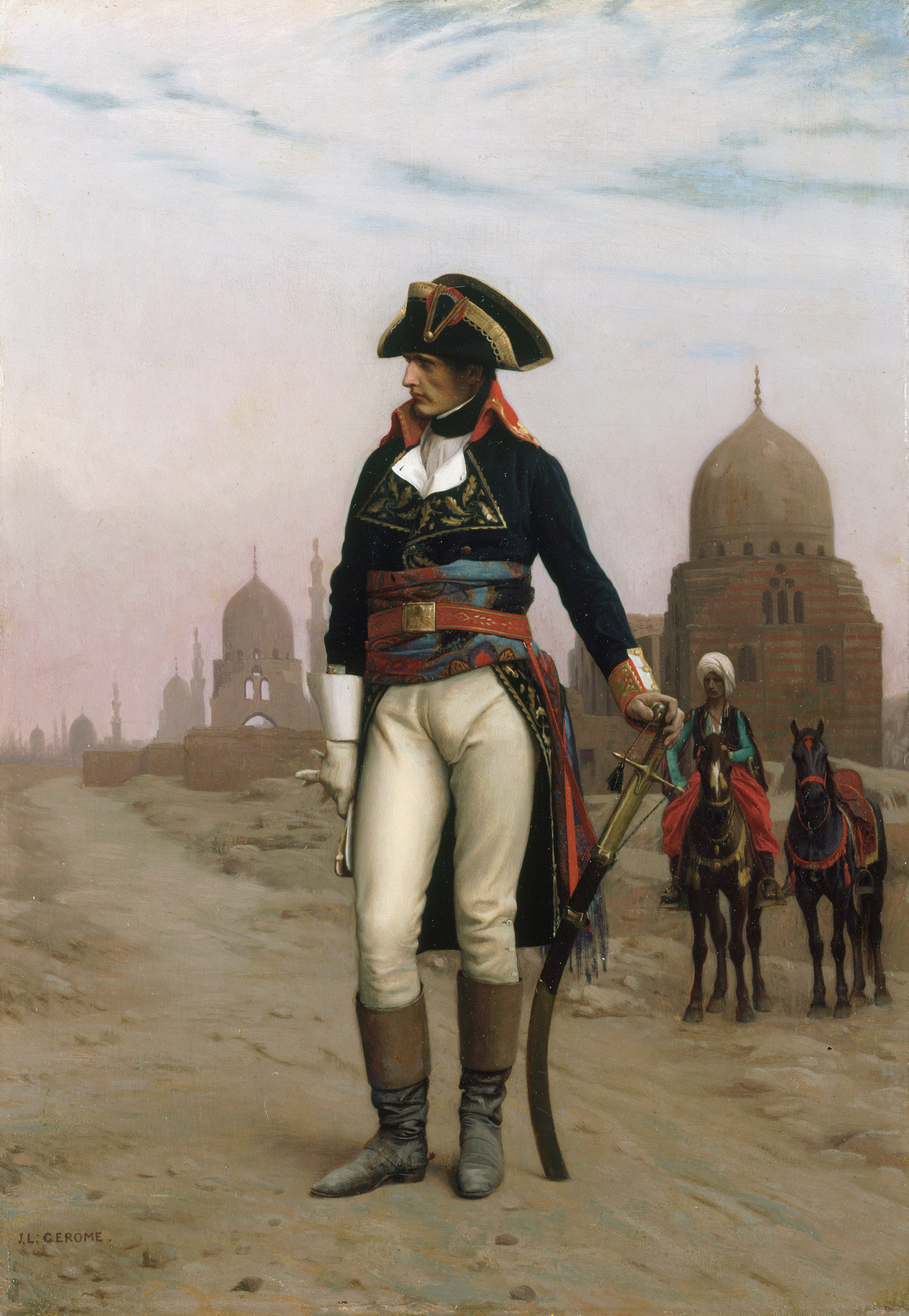
Napoleon v Káhiře, Jean-Léon Gérôme

V době egyptského tažení prožívala Francie na evropských bojištích období vojenských neúspěchů a vláda byla v rozkladu. 22. srpna 1799 opustil Napoleon Bonaparte, a několik jeho nejbližších přátel, tajně Egypt. Na malé lodi sedm týdnů unikali britskému pronásledování až dorazili domů, kde byl Bonaparte nadšeně přijat obyvatelstvem jako zachránce vlasti. O 50 000 mužů, které zanechal napospas osudu v dalekém Egyptě se v té době nikdo nestaral. Když se překvapení vojáci a vědci v Egyptě dozvěděli o Napoleonově útěku, byli nejprve zděšeni, pak znechuceni touto zradou a nakonec propadli zoufalství. Před svým odjezdem do Francie pověřil Napoleon Bonaparte velením v Egyptě generála Jeana-Baptistu Klébera, který tento úkol přijal s rozpaky. Napoleonův útěk z Egypta ho rozběsnil a prohlásil: Ten parchant (Napoleon) nám tady nechal jen svoje kalhoty plné sraček. Vrátíme se do Francie a otřeme mu je o hubu. Kléber se snažil vyjednat s Turky a Angličany takovou kapitulaci, aby Francie neztratila tvář. Na jaře 1800 došlo v Káhiře k dalšímu povstání, které Kléber potlačil ještě brutálněji, než Napoleon v předchozím roce. Turci zatím přitáhli ze Sýrie, obsadili Gazu a dobyli Al Ariš, kde povraždili francouzskou posádku. 24. ledna 1800 byla vypracována alarišská dohoda, podle níž měli Francouzi do měsíce od její ratifikace opustit Egypt. Turci se zavázali přepravit Francouze zpět do Evropy, ale Britové se rozhodli tuto dohodu nerespektovat a zabránit Francouzům za každou cenu v odjezdu. Kléber se tak se svou armádou ocitl v kleštích. Na pevnině ho ohrožovali Turci a na moři Britové. Kléber nakonec zaútočil na Turky, získal zpět ztracená území a u Heliopole svedl 20. března 1800 vítěznou bitvu.

### Kapitulace

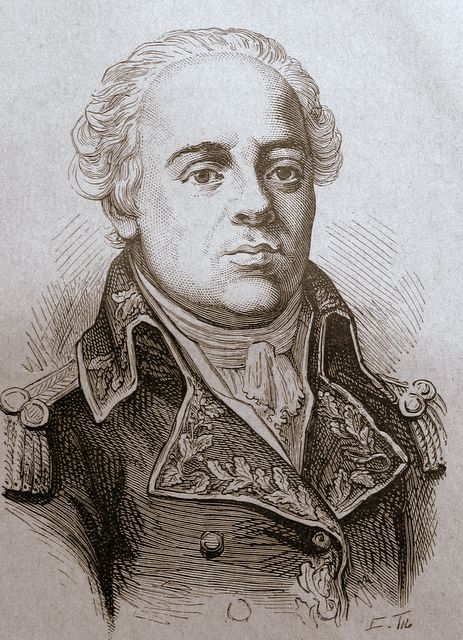
Generál Jacques-François Menou

14. 6. 1800 byl Kléber zavražděn muslimským fanatikem a vedení francouzské armády se ujímá poněkud kontroverzní generál Jacques-François Menou, který se v Egyptě oženil s muslimkou a přestoupil na islám . Francouzská armáda byla už tehdy otrhaná, zbědovaná, hladová a finančně na dně. Arabové se bouřili, Turci útočili a Britové nadále blokovali pobřeží. Mor se šířil. Vojenské velení nařídilo evakuaci Káhiry a odchod všech Francouzů do Alexandrie, která byla zanedlouho obležena Turky a Angličany. 31. srpna 1801 Francouzi kapitulovali a začali opouštět Egypt. Z 34 000 mužů pozemního vojska jich přežilo egyptské tažení 21 500. Z 16 000 námořníků se jich zpět do Francie vrátilo 1866.

## Každodenní útrapy
Příslušníky výpravy – vojáky i vědce – sužovala v Egyptě dlouhá řada nepříjemností. Vedro, nedostatek vody, případně její závadnost, hlad, jedovatí živočichové, hmyz a především infekční nemoci. Téměř všichni trpěli opakovaně průjmem a úplavicí. Nepříjemný byl také hnisavý oční zánět, který dříve nebo později postihl každého. Z 50 000 mužů, kteří Napoleona doprovázeli do Egypta, jich 10 000 zemřelo jen na následky infekčních nemocí. Po prohrané bitvě v Abukirském zálivu je také zaplavil smutek, jelikož od této chvíle ztratili spojení s Francií a přišli o spoustu životně důležitých věcí, které skončily na dně moře. Od prosince 1798 se do francouzských řad opakovaně vracela morová epidemie. Další velkou ranou byl útěk Napoleona Bonaparta v roce 1799, po němž Francouzi propadli beznaději. Kapitulace z roku 1801 a následný odjezd zpět do vlasti byly pro většinu účastníků expedice vysvobozením. Mnozí vědci však na pobyt v Egyptě do smrti s láskou vzpomínali a považovali ho za nejzajímavější období svého vědeckého i osobního života.

## Vědci

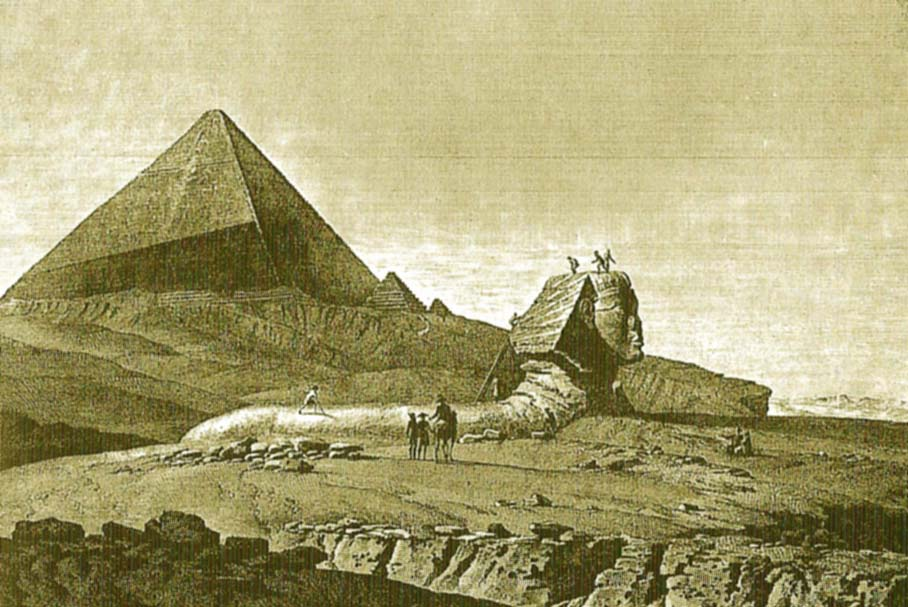
Kresba z knihy Popis Egypta, autor kresby Dominique-Vivant Denon

Při svém tažení do Egypta se Napoleon rozhodl vzít s sebou také 151 vědců a umělců, čímž si vzal za vzor svého oblíbeného Alexandra Velikého, kterého při jeho výpravě do Persie rovněž doprovázeli ctihodní filozofové. Do Egypta tak s francouzským vojskem jako členové Commission des sciences et des arts putovali astronomové, matematici, historici, přírodovědci, fyzikové, lékaři, chemici, inženýři, botanici, malíři a také jeden básník a muzikolog. Napoleon vědce vždy velmi obdivoval a jim zase lichotil zájem velkého generála. Ještě v Paříži ho dokonce přizvali ke vstupu do matematické sekce svého exkluzivního klubu, Francouzského institutu. Později v Egyptě pak některá svá oficiální prohlášení podepisoval jako Napoleon Bonaparte, člen Francouzského institutu. Od vědců očekával v Egyptě pomoc při administrativním ovládnutí dobytých území – mimo jiné také zmapováním teritoria, jednáním s místním obyvatelstvem a nalézáním vodních zdrojů. Vědci ale věřili tomu, že se ocitli v Egyptě výhradně proto, aby tu dosáhli nových objevů a badatelských úspěchů. Část učenců, kteří se zúčastnili tažení do Egypta, patřila k nejvýznačnějším osobnostem francouzské vědy, ale bylo tu také 36 nezkušených studentů, mladí docenti, středoškolští profesoři a začínající badatelé. Počátek pobytu v Egyptě byl pro většinu vědců zdrcující zkušeností a utrpením. Jejich vlastní vojáci jimi pohrdali, posmívali se jim a dělali jim různé naschvály. Vědci navíc nedisponovali žádnými zbraněmi a nemohli si tak získat násilím alespoň trochu jídla, tak jako to dělala armáda. Každý z nich byl odkázán jen sám na sebe. Potravou jim byly lodní suchary a nezralé datle. Trápil je hlad, žízeň, hmyz a infekční choroby. Přesto od prvních okamžiků na pevnině sbírali a bádali a jejich nadšení pro nové objevy nepolevovalo. Brzy po příjezdu se vědci rozdělili na dvě skupiny. První, složená převážně z techniků a architektů, zůstala v Alexandrii, kde pořizovali plány města a pátrali po zdrojích vody. Lékaři zakládali nemocnice. Zeměměřiči se vydávali i na nebezpečné výpravy do okolí, při kterých je doprovázeli vojáci. Druhá skupina vědců, většinou přírodovědci, studenti a umělci, se vydali do města Rosetta (Ar-Rašíd), kde se žilo daleko pohodlněji než v Alexandrii. Zde sbírali a pozorovali ptáky, hmyz a rostliny, měřili a kreslili stavby a sochy, pitvali mumie a někteří se učili arabsky. Potopením francouzských lodí v Abukirském zálivu přišli vědci o většinu svých přístrojů, ale Nicolas-Jacques Conté se snažil tyto předměty znovu vyrobit z místních zdrojů a úspěšně pracoval i pro armádu – vyráběl střelný prach, barviva, sklo, ocel, tkaninu a založil mlýny a pekárny, v nichž pekl chléb pro vojáky.

### Egyptský institut

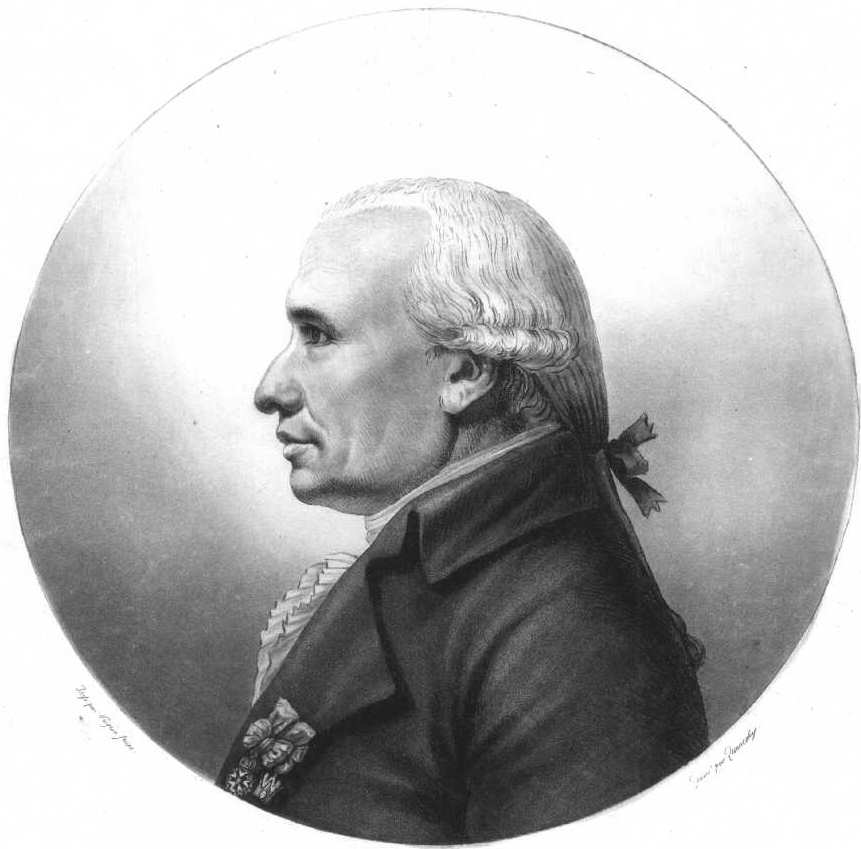
Gaspard Monge, první předseda Egyptského institutu

22. srpna 1798 byl v Káhiře, v prostorách bývalého mamlúckého harému, založen francouzskými vědci Egyptský institut. Ustavující schůze tohoto vědeckého sdružení se zúčastnilo pouhých patnáct osob, jelikož zbývající vědci ještě do Káhiry nedorazili. Předsedou se stal Gaspard Monge a Napoleon Bonaparte obdržel funkci místopředsedy. V budově institutu byla v průběhu času umístěna knihovna, muzeum, laboratoře, observatoř, tiskárna a v zahradách zoologická zahrada, kterou vytvořil Geoffroy Saint-Hilaire. 24. prosince 1798 se Napoleon vydal v doprovodu svých oblíbených vědců na cestu do Suezu, kde chtěl prozkoumat okolí tohoto města a prověřit možnost, zda by tu nebylo možné vybudovat průplav mezi Středozemním a Rudým mořem. Inženýři však došli k mylným závěrům a možnost vybudování takového průplavu nakonec zavrhli (průplav byl vybudován až v 19. století). V červenci 1799 se uskutečnil jeden z největších francouzských objevů v Egyptě, když byla při opravě staré křižácké pevnosti objevena Rosettská deska. Po útěku Napoleona Bonaparta z Egypta se změnilo vedení Egyptského institutu, jelikož s Napoleonem uprchl v létě 1799 i dosavadní předseda institutu Gaspard Monge. Novým předsedou se stal Joseph Fourier. Jakmile pominul první šok z Bonapartova útěku, vrátili se učenci ke svým sběratelským, kategorizačním a topografickým povinnostem.

### Počátky archeologie
Posledním úkolem, kterým Napoleon pověřil své vědce krátce před tím, než je opustil, byl průzkum starověkých památek v jižním Egyptě – Asuán, Théby, Karnak. Archeologie a egyptologie v dnešní podobě ještě neexistovaly a právě Napoleonovi učenci v Egyptě napomohli vzniku těchto nových vědních oborů. Ještě před zkoumáním v jižním Egyptě studovali pečlivě památky v Alexandrii, Káhiře a jejich okolí. Zkoumání starověkých staveb nebylo vždy jednoduché, jelikož mnohé z nich byly až po strop zasypané pouštním pískem a místní obyvatelstvo do těchto stropů vyvrtávalo díry a používalo je pak jako otvory pro vhazování odpadků. Řada staroegyptských chrámů byla také z náboženských důvodů záměrně znesvěcena a poničena muslimy a kopty.

### Odchod z Egypta
Po zavraždění generála Klébera v roce 1800 se začala situace vyvíjet pro Francouze velmi nepříznivě, a tak se začali vojáci i vědci stahovat z vnitrozemí do Alexandrie, která byla následně obležena Turky a Brity. V Alexandrii pak stále častěji docházelo ze strany francouzských vojáků k projevům nenávisti vůči vědcům. Vojáci se domnívali, že vědci vlastní nějaké objevené poklady, a tak je napadali a drancovali jim jejich zavazadla, v nichž se ale většinou nacházel jen vědecký materiál a sbírky hmyzu či třeba nerostů. Vědci tak měli z vlastních vojáků stále větší strach a ti zase vědce považovali za darmožrouty a příčinu všech nesnází . Po francouzské kapitulaci 31. srpna 1801 se vědci začali pomalu vracet zpět do Francie, kam mnozí dorazili až v průběhu roku 1802. Ze 151 vědců, kteří v roce 1798 přijeli do Egypta, jich 31 zemřelo v této zemi, nebo krátce po návratu do vlasti.

### Encyklopedie

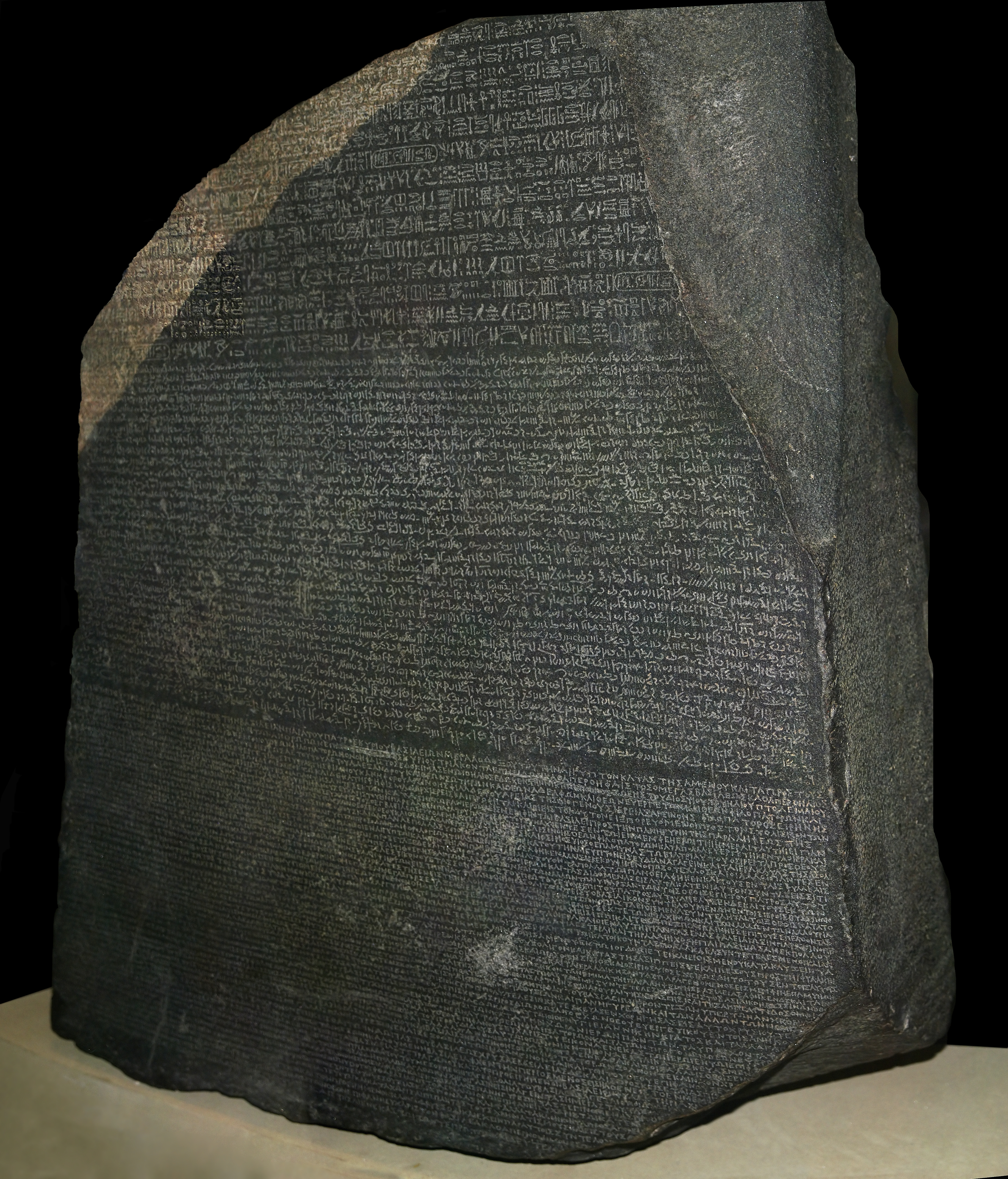
Rosettská deska

Většinu sbírek, exponátů a vědeckých poznámek se podařilo přepravit do Francie, ale ty nejvzácnější kousky zabavili Britové – např. Rosettskou desku, která je dodnes uložena v Britském muzeu. Ti vědci, kteří všechny útrapy přežili a vrátili se domů, posléze společně vytvořili obsáhlou třiadvacetisvazkovou encyklopedii Egypta La Description de l'Egypte (Popis Egypta). Mezi významnými vědci, kteří se výpravy do Egypta zúčastnili, byli mimo jiné:
- Gaspard Monge – matematik a geometr, vynálezce deskriptivní geometrie, organizátor vědecké části expedice, první předseda Egyptského institutu.
- Claude Louis Berthollet – chemik, organizátor vědecké části expedice.
- Joseph Fourier – matematik a fyzik. Druhý předseda Egyptského institutu. Při pozorováních v Egyptě vznikly základy jeho pozdějšího díla Analytická teorie tepla.
- Dominique-Vivant Denon – polyhistor, výtvarník, diplomat, spisovatel, cestovatel, archeolog. Po návratu z Egypta vydal úspěšnou knihu Cesty po Horním a Dolním Egyptě a stal se prvním ředitelem muzea v Louvru.
- Étienne Geoffroy Saint-Hilaire – mineralog a zoolog, autor teorie o jednotě života, na kterou později navázal Charles Darwin. V Egyptě se specializoval na ichtyologii. Zabýval se také archeologií.
- Marie Jules César Savigny – botanik a zoolog. V Egyptě se věnoval převážně entomologii a také archeologii.
- Déodat Gratet de Dolomieu – geolog. Pro Napoleona dojednal na počátku výpravy kapitulaci Maltézských rytířů, kteří ho v roce 1799 zajali a Dolomieu strávil dva roky v jejich vězení. Ve vězení pak napsal své geologické pojednání Filozofie mineralogie.
- Jean-Baptiste Prosper Jollois – kartograf.
- Nicolas-Jacques Conté – vynálezce a chemik.
- Édouard Devilliers du Terrage – inženýr.
- Jean-Marie-Joseph-Aymé Dubois – inženýr.
- Dominique-Jean Larrey – lékař, autor nápadu vojenských sanitních vozů tažených koňmi (v Egyptě používal místo koní velbloudy).
- René Desgenettes – lékař.

## Následky
Napoleonovo tažení skončilo nezdarem, ač v jeho průběhu Napoleon neprohrál ani jednu bitvu. Tento neúspěch nezabránil Francouzům vyhrávat v Evropě, a proto neměl valný význam. Na druhou stranu francouzští vědci, kteří byli s Napoleonem, hodně zjistili o starém i novém Egyptě.